# Phil Vassar
Phil Vassar (Lynchburg, Virginia, 28 de mayo de 1964) es un artista de música country estadounidense. Llevó a cabo su debut a finales de los años 90, coescribiendo sencillos para bastantes artistas de este género, como Tim McGraw (For a Little While, My Next Thirty Years), Joe Dee Messina (Bye, Bye, I'm Alright), Collin Raye (Little Red Rodeo) y Alan Jackson (Right on the Money). En 1999 fue nombrado «Escritor de música country del año» por la American Society of Composers, Authors and Publishers (ASCAP).
Posteriormente, durante el mismo año, firmó con Arista Nashville. Su álbum debut, Phil Vassar, fue lanzado en 2000; produjo cinco hits en el Billboard Country Singles Charts de EE.UU. y fue certificado como oro en el mismo país. En 2002 lazó American Child, Shaken Not Stirred en 2004 y, finalmente, Greatest Hits Vol. 1 en 2006, antes de que dejara a Arista Nashville para firmar con Universal South Records. Su primer álbum para Universal fue Prayer of a Common Man, lanzado a principios de 2008. Ha puesto diecinueve hits para Billboard Hot Country Songs, incluyendo dos «número uno»: Just Another Day in Paradise e In a Real Love, en 2000 y 2004 respectivamente.

## Biografía
Phil Vassar nació el 28 de mayo de 1964 en Lynchburg (Virginia).
Mientras estudiaba en la universidad, optó por tocar el piano y con el tiempo encontró trabajo tocando en clubes como cantante. Decidió mudarse a Nashville (Tennessee) para comenzar una carrera musical. Obtuvo un pequeño contrato de publicidad, pero no tuvo éxito con él.

## Composiciones
A finales de 1990 comenzó a escribir canciones que fueron usadas para una variada cantidad de artistas country, como Blackhawk (Postmarked Birmingham), Collin Raye (Little Red Rodeo), Jo Dee Messina (Bye, Bye, I'm Alright), Tim McGraw (For a Little While), Alan Jackson (Right on the Money) y Neal McCoy (I Was). De estos, Bye, Bye, I'm Alright y Right on the Money alcanzaron el «número uno». Bye, Bye le dio a Vassar su primer premio de la American Society of Composers, Authors and Publishers (ASCAP) a mejor canción del año, y en 1999 fue nombrado por la misma organización como «Escritor de música country del año».

## Vocalista
A finales de 1999 Vassar firmó su primer contrato de grabación con Arista Nashville. Su sencillo de debut, Carlene, fue programado para ese año, y para mediados del 2000 la canción había llegado al quinto puesto en las Billboard Country Charts.
Carlene fue seguido por Just Another Day in Paradise, el cual se convirtió en su primer «número uno» como cantante. Poco después del éxito de esta canción, otra canción escrita por Vassar llegó al tope de las tablas de country: My Next Thirty Years, de Tim McGraw, la cual, junto con Live It Up de Marshall Dylon, serían de las últimas contribuciones de Vassar hacia otros artistas. Después, Phil Vassar produjo tres sencillos más: Rose Bouquet —que llegó hasta el puesto 16—, Six-Pack Summer —que llegó hasta el puesto 9— y That's When I Love You —que llegó hasta el puesto 3—. Además, el álbum en sí ganó la certificación de oro por la Recording Industry Association of America (RIAA) por haber vendido 500 000 copias. Su éxito lo llevó a giras con Kenny Chesney.

## Álbumes

### American Child
American Child fue el nombre de su segundo álbum coproducido con Byron Gallimore y lanzado en 2002. En ese mismo año coescribió y cantó la canción caritativa Words Are Your Wheels para promover la lectura. Fue distribuida exclusivamente por Wal-Mart. Esta canción tuvo la participación vocal de Kenny Chesney, Brooks & Dunn, Martina McBride y Sara Evans.
American Child fue tan bien recibido que fue relanzado en 2003, incluyendo el sencillo This Is God, que llegó al Top 20 de canciones country.

### Shaken Not Stirred and Greatest Hits Vol. 1
En 2004 Vassar lanzó su tercer álbum: Shaken Not Stirred. La canción In a Real Love de este álbum fue un hit «número uno». Produjo el álbum con Nick Brophy y Frank Rogers. A diferencia de sus dos primeros álbumes, Vassar hizo este con su banda de camino.
La primera recopilación de hits de Vassar, Greatest Hits Vol. 1, fue programada para 2006. Incluía sus mejores canciones y su versión de las que escribió. Este fue su último álbum con Arista Nashville.

### Travelling Circus
Una semana después de que Prayer of a Common Man cayera en las tablas, Vassar lanzó su decimoctavo sencillo titulado Bobbi with an I en abril de 2009, que fue luego el primer tema de su álbum Traveling Circus, lanzado en diciembre de 2009. A esta canción le siguió Everywhere I Go.

## Vida personal
Entre 2002 y 2007 estuvo casado con Julie Wood, con quien escribió algunas de sus canciones. El hermano de Wood, Jeff Wood, también ayudó a Vassar a coescribir. Vassar y Wood firmaron el divorcio en 2007. Vassar tiene dos hijas: Presley (con Wood) y Haley (de un matrimonio anterior).